# Ferrières, Belgien
Ferrières är en kommun i Belgien.   Den ligger i provinsen Liège och regionen Vallonien, i den östra delen av landet, 100 km sydost om huvudstaden Bryssel. Antalet invånare är 4 691. Ferrières gränsar till Durbuy och Manhay. 
I omgivningarna runt Ferrières växer i huvudsak blandskog. Runt Ferrières är det ganska glesbefolkat, med 34 invånare per kvadratkilometer.